# Myscelia oisis
Myscelia oisis är en fjärilsart som beskrevs av Fabricius 1793. Myscelia oisis ingår i släktet Myscelia och familjen praktfjärilar. Inga underarter finns listade i Catalogue of Life.